# Iwaki Football Club
 (octobre 2022).
Maillots
Actualités
Iwaki Football Club (いわきFC, Iwaki FC) est un club de football basé à Iwaki, une ville de la préfecture de Fukushima au Japon. Le club joue actuellement en J.League 2.

## Historique
Iwaki FC est fondé en 2012, avant d'obtenir une reconnaissance officielle en 2013 avec la création de leur société homonyme. Le nom du club a attiré plus d'attention lorsque Under Armour a décidé de rejoindre le club et de le soutenir pour gravir la pyramide du football japonais. Il y a eu une grande vision derrière le club, avec la volonté de faire d'Iwaki la ville centrale du football du Tohoku. En effet, un nouveau terrain d'entraînement a ouvert en novembre 2016 et le club-house vient d'être inauguré en mai 2017 : deux structures centrales pour se hisser au sommet du football japonais.
De plus, les résultats poussent le Iwaki FC, qui a remporté plusieurs catégories dans la Fukushima Prefectural Football League, à passer en première division : la prochaine cible est la Tohoku Soccer League. L'Iwaki FC a également fait ses débuts à la Coupe de l'Empereur lors de l'édition 2017. Après avoir battu Norbritz Hokkaido au premier tour, ils ont étonnamment vaincu l'Hokkaido Consadole Sapporo 5–2 après prolongation. Ils ont perdu contre Shimizu S-Pulse au troisième tour, mais c'était quand même une course surprenante.
Au cours de la saison 2019, Iwaki FC est promu dans la Japan Football League.
Au cours de la saison 2021, l'Iwaki FC est promu dans la J.League 3 pour la première fois de l'histoire après deux saisons en Japan Football League, après avoir terminé en première position, l'équipe est couronnée championne pour son premier titre de Japan Football League.
Après une seule saison en J.League 3 le club finit champion 2022 et est ainsi promu en J.League 2.

## Palmarès
| Compétitions nationales                            | Compétitions internationales |
| - Championnat du Japon de D3 (1) - Champion : 2022 | - Néant                      |

## Joueurs et personnalités du club

### Entraîneurs
Le tableau suivant présente la liste des entraîneurs du club depuis 2016.
| Rang | Nom            | Période |
| ---- | -------------- | ------- |
| 1    | Pieter Huistra | 2016    |

| Rang | Nom         | Période   |
| ---- | ----------- | --------- |
| 2    | Yuzo Tamura | 2017-2022 |

| Rang | Nom             | Période |
| ---- | --------------- | ------- |
| 3    | Hiromasa Suguri | 2022-   |

## Bilan saison par saison
Ce tableau présente les résultats par saison du Iwaki FC dans les diverses compétitions nationales depuis la saison 2022.
| Saison | Championnat | Championnat | Championnat | Championnat | Championnat | Championnat | Championnat | Championnat | Championnat | Championnat | Coupe du Japon | Coupe de la Ligue |
| Saison | Division    | Pos         | Pts         | J           | V           | N           | D           | BP          | BC          | Diff.       | Coupe du Japon | Coupe de la Ligue |
| ------ | ----------- | ----------- | ----------- | ----------- | ----------- | ----------- | ----------- | ----------- | ----------- | ----------- | -------------- | ----------------- |
| 2022   | J3 League   | 1er         | 72          | 32          | 22          | 6           | 4           | 69          | 21          | +48         | -              | -                 |
| 2023   | J2 League   | 18e         | 47          | 42          | 12          | 11          | 19          | 45          | 69          | -24         | 2e tour        | -                 |
| 2024   | J2 League   | 9e          | 54          | 38          | 15          | 9           | 14          | 53          | 41          | +12         | 3e tour        | 1er tour          |